# Salix tarraconensis
Salix tarraconensis är en videväxtart som beskrevs av Carlos Pau. Salix tarraconensis ingår i släktet viden, och familjen videväxter. Inga underarter finns listade i Catalogue of Life.